# Darko Wełkowski
Darko Wełkowski (ur. 21 czerwca 1995 w Skopju) – macedoński piłkarz występujący na pozycji obrońcy w węgierskim klubie Nyíregyháza Spartacus oraz w reprezentacji Macedonii Północnej. Wychowanek Makedoniji, w trakcie swojej kariery grał także w takich zespołach jak Rabotniczki oraz Wardar.